# Duvboda
Duvboda är en bebyggelse öster om E4 i Gamla Uppsala socken i Uppsala kommun. Från 2015 avgränsar SCB här en småort.